# 山陽龍屬
山陽龍屬（學名：Shanyangosaurus）是獸腳亞目恐龍的一屬，化石發現於中國陕西省，其化石只有一些後肢骨頭碎片。這些骨頭的內部空心，加上股骨及腳掌的一些特徵，顯示山陽龍是屬於虛骨龍類，但不能確定確實的演化與分類位置。湯瑪斯·荷茲（Thomas Holtz）等人將山陽龍分類為鳥獸腳類。

## 外部連結
- 恐龍百科全書的山陽龍
- 古生物數據庫的山陽龍 （页面存档备份，存于）
- 山陽龍 （页面存档备份，存于） Dino Russ's Lair